# Harry Ahlberg
Harry Gustaf Ahlberg, född 18 april 1920 i Maria Magdalena församling, Stockholms stad, död 2014 i Köpenhamn, Danmark, var en svensk författare. 

## Biografi
Harry Ahlberg föddes på Tavastgatan 38 på Södermalm och var son till tullpackhuskarlen Gustaf Ahlberg och Augusta, ogift Malmström. Han var anställd inom verkstadsindustrin 1937–1939, debuterade som författare 1944 och arbetade inom byggnadsindustrin 1959–1966. Han avlade ingenjörsexamen i Stockholm 1963.
Ahlberg har främst Stockholm och Köpenhamn som miljöer för sina skildringar. Redan i sin debut, novellsamlingen Söndag med hög hatt på (1944), visar han prov på sin profil som tecknare av rotlös ungdom. Han presenteras av förlaget på bokens omslag som ”påverkad av den amerikanska hårdkokta skolan”.
Efter att först ha varit metallarbetare på Atlas Diesel i Nacka tillbringade Ahlberg andra världskriget till stor del som inkallad i beredskapen, och kom därför också att skriva ett flertal berättelser ur soldatens perspektiv. Han var också pionjär när det gällde att skildra idrottsmiljöer, såsom i Falkens bana (1953) och Svarte riddaren (1955). Hans roman Bogseraren går ut (1995) utgjorde femte delen i den 1970 inledda släktkrönikan Gotlänningarna.
Ahlberg var under många år bosatt i Köpenhamn. År 2013 kandiderade han till Köpenhamns stadsfullmäktige för det anarkistiska Kærlighedspartiet, och var då den äldste kandidaten i de danska kommunalvalen.
Han gifte sig 1952 med psykologen Elisabeth Levy (född 1922), dotter till författaren Louis Levy och konstnären Margrete, ogift Erichsen.

## Priser och utmärkelser
- 1949 – Boklotteriets stipendiat